# Pakatan Rakyat
Die Pakatan Rakyat (kurz PR; malaiisch für „Volksallianz“) war ein am 1. April 2008 gegründetes informelles Oppositionsbündnis in Malaysia als Gegner der Regierungskoalition Barisan Nasional. Das Bündnis löste sich am 15. Juni 2015 aufgrund ideologischer Differenzen zwischen DAP und PAS auf.
Die PR umfasste die Parteien People’s Justice Party (PKR), Democratic Action Party (DAP), und die Parti Islam Se-Malaysia (PAS). Bereits für die Parlamentswahl 1999 hatten diese drei Parteien sowie die Parti Rakyat Malaysia (PRM) sich unter dem Namen Barisan Alternatif (alternative Front) zusammengeschlossen, sich nach der Wahl jedoch zerstritten. Für die Parlamentswahlen 2008 schlossen sie sich ohne die PRM erneut zusammen.
Jede der Parteien hat einen eigenen thematischen Schwerpunkt: Die PKR legt ihren Schwerpunkt auf soziale Gerechtigkeit und Bekämpfung der Korruption, die PAS ist islamistisch ausgelegt und die DAP sozialdemokratisch. Die führenden Köpfe dieser Allianz waren Lim Kit Siang, Anwar Ibrahim und Abdul Hadi.
Das Bündnis zerbrach 2015 an unüberbrückbaren Differenzen zwischen der gemäßigten DAP und der PAS, die sich zum Ziel gesetzt hatte, Straftaten innerhalb des Geltungsbereiches islamischen Rechts härter zu bestrafen (z. B. durch das Abhacken von Gliedmaßen als Bestrafung für Diebstähle). Lim Guan Eng, der Generalsekretär der DAP, verkündete am 16. Juni 2015, dass eine weitere Zusammenarbeit unter diesen Umständen nicht möglich sei.